# Oscar Hertwig
Oscar Hertwig (1849 - 1922) va ser un zoòleg alemany. També va escriure sobre la teoria de l'evolució cap a 1916. Era germà del professor de zoologia Richard Hertwig (1850–1937). Els germans Hertwig eren els més eminents estudiosos de Ernst Haeckel (i Carl Gegenbaur) de la Universitat de Jena. Inicialment, entre 1879–1883, els dos germans van fer estudis d'embriologia, especialment sobre la teoria del celoma (1881).

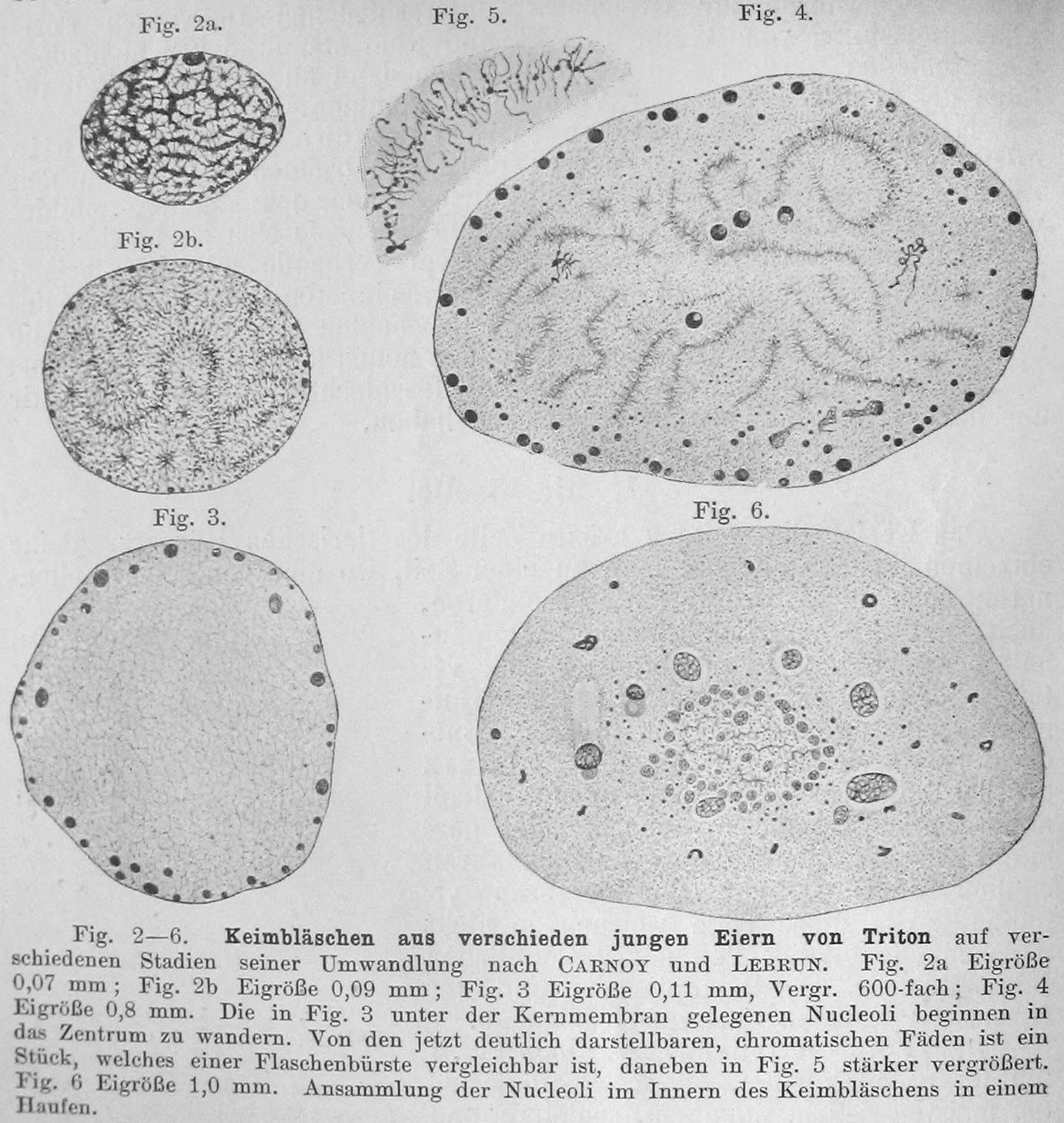
Illustration from O. Hertwig's book "Lehrbuch der Entwicklungsgeschichte des Menschen und der Wirbeltiere." (Textbook of developmental history of humans and vertebrates), 1906.

Oscar Hertwig va esdevenir professor d'anatomia el 1888 a Berlín; tanmateix, Richard Hertwig va esdevenir professor de zoologia a Múnic entre 1885–1925, a la Ludwig Maximilians Universität.
La recerca de Richard se centrà en els protists (la relació entre el nucli cel·lular i el plasma = "Relació Kern-Plasma-").
Oscar Hertwig va descobrir la fertilització dels eriços de mar. Va reconèixer el paper del nucli cel·lular durant l'herència i la reducció de cromosomes durant la meiosi: el 1876, publicà que la fertilització oncloïa la penetracó d'espermatozous dins un òvul. El seu llibre de teoria més important va ser: "Das Werden der Organismen, eine Widerlegung der Darwinschen Zufallslehre" (Jena, 1916) ("L'Origen dels organismes -una refutació de la teoria de l'oportunitat de Darwin").
Hertwig va ser elegit membre de la Reial Acadèmia Sueca de Ciències el 1903.

## Obres
- Die Elemente der Entwicklungslehre des Menschen und der Wirbeltiere : Anleitung und Repetitorium für Studierende und Ärzte. Fischer, Jena 5th ed. 1915 Digital edition by the Universitat de Düsseldorf